# معاهدات صلح پاریس، ۱۹۴۷
معاهدات صلح پاریس ، ۱۹۴۷ (فرانسوی: Traités de Paris‎) در ۱۰ فوریه ۱۹۴۷ پس از پایان جنگ جهانی دوم در ۱۹۴۵ امضا شد. کنفرانس صلح پاریس از ۲۹ ژوئیه تا ۱۵ اکتبر ۱۹۴۶ به طول انجامید. جزئیات معاهدات صلح با ایتالیا ، رومانی ، مجارستان ، بلغارستان و فنلاند ب.ئ. این معاهدات به قدرت‌های محور شکست خورده اجازه می‌داد تا مسئولیت‌های خود را به‌عنوان دولت‌های مستقل در امور بین‌المللی از سر بگیرند و واجد شرایط عضویت در سازمان ملل باشند.